# Олексюк Максим Вікторович
Макси́м Ві́кторович Олексю́к (23 листопада 1995 — 7 червня 2019) — сержант Збройних сил України, учасник російсько-української війни.

## Життєпис
Народився 1995 року в місті Калинівка (Вінницька область); з 2005-го мешкав у Козятині, здобув професію водія, займався спортом.
З червня 2016-го проходив строкову службу в ЗСУ, від 13 жовтня 2017 року — за контрактом в «Азові»; сержант, військовослужбовець 1-го взводу 3-ї роти.
7 червня 2019-го загинув внаслідок нічного прицільного артилерійського та мінометного обстрілу терористами позицій підрозділу на околиці селища Новолуганське (на Світлодарській дузі) — внаслідок влучання снаряда калібру 122 мм у бліндаж двоє бійців дістали несумісні з життям поранення й померли в медичному закладі — Максим Олексюк і Дмитро Пругло, ще 11 гвардійців зазнали поранень, бойових травм, контузій, двоє з них перебували в тяжкому стані.
9 червня 2019 року похований у Козятині; п'ятеро поранених бійців перервали лікування в лікарні ім. Мечникова, щоб прибути на поховання загиблого побратима.
Без Максима лишились мама і брат.

## Нагороди та вшанування
- Указом Президента України № 469/2019 від 27 червня 2019 року за «особисту мужність і самовіддані дії, виявлені у захисті державного суверенітету та територіальної цілісності України» — нагороджений орденом «За мужність» III ступеня (посмертно)[2]